# Casa-fàbrica Boisselot i Bernareggi
La casa-fàbrica Boisselot i Bernareggi és un edifici situat al carrer de Joaquín Costa, 22 del barri del Raval de Barcelona. Com que no està catalogat, li correspon la categoria D (bé d'interès documental) atorgada per defecte a tots els edificis del districte de Ciutat Vella.

## Història
A finals del 1853, Jaume Baulenas i Mateu, soci de La Propagadora del Gas, va adquirir en emfiteusi al comerciant i terratinent Rafael Sabadell i Permanyer un terreny al carrer de Ponent (actualment Joaquín Costa), i el 4 de gener del 1854, el gerent Ramon Salvadó va presentar la sol·licitud per a construir-hi una fàbrica de gas segons el projecte de l'arquitecte Antoni Rovira i Trias. Tanmateix, no es va dur a terme, i Baulenas vengué els terrenys a la companyia per 16.000 rals.

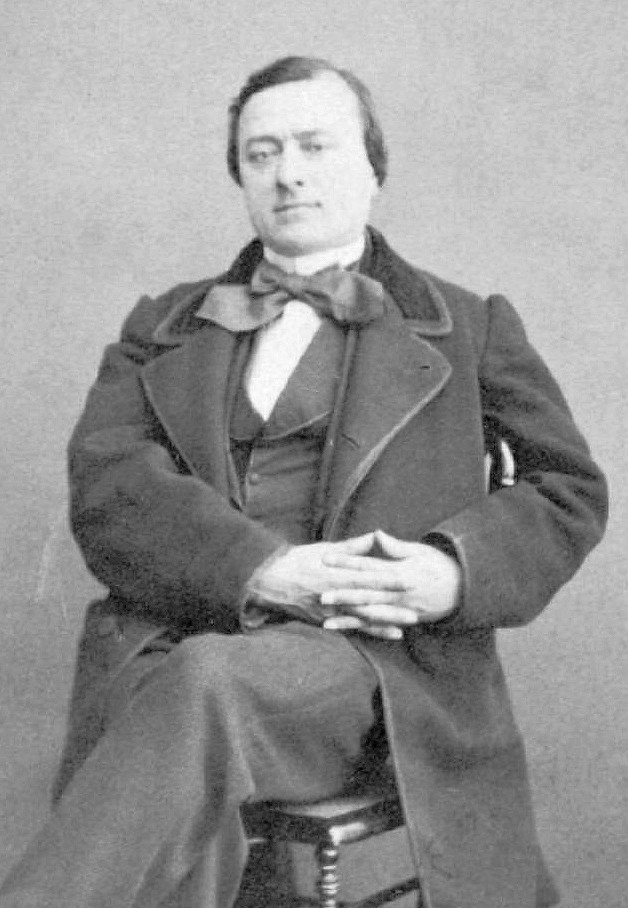
Xavier Boisselot el 1861

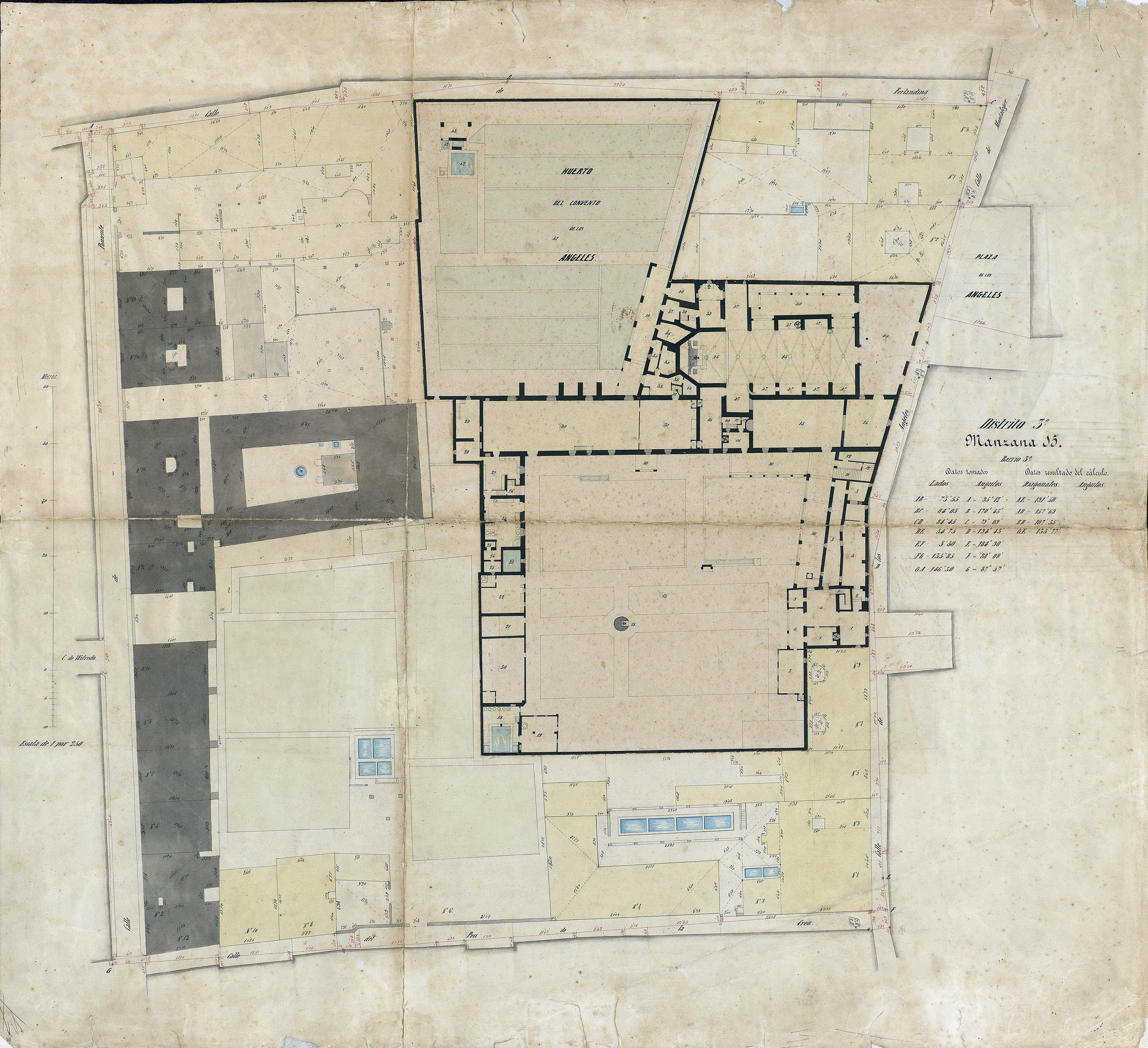
Quarteró núm. 53 de Garriga i Roca (c. 1860)

El 1857, Salvadó, en nom de la societat, en va subestablir una parcel·la a la societat Boisselot i Cia, formada pels fabricants d'instruments Xavier Boisselot i Viguier (Montpeller, 1811 - París, 1893) i Francesc Bernareggi i Pujol, fill de l'italià Francesco Bernareggi Butti, i una altra més petita a Josep Nogués, que en va fer agnició de bona fe a Boisselot i Cia. Tot seguit, aquesta va demanar permís per a construir-hi un edifici de planta baixa i quatre pisos, segons el projecte del mestre d'obres Felip Ubach. El 1858, va demanar novament permís per a construir-hi unes «quadres» a l'interior de l'illa, segons el projecte del mateix autor, i novament el 1859, per a instal·lar-hi una màquina de vapor de 3 CV, també segons el projecte d'Ubach.
El 1862, es va constituir la societat comanditària Boisselot, Bernareggi i Cia, dirigida per Bernareggi, que va morir el 1863, i fou substituït pel seu germà Josep Bernareggi i Pujol. El 1865, Xavier Boisselot va vendre la seva participació a un dels socis, i l'empresa va passar a dir-se Bernareggi i Cia. El 1867, la fàbrica va ser destruïda per un incendi, arran del qual va ser traslladada provisionalment al carrer de Sant Oleguer, 10 i Tàpies, 4. El 1875, l'arquitecte Magí Rius va projectar una ampliació de l'edifici a l'extrem meridional.
El 1879, i a causa dels seus problemes financers, la societat va donar entrada a Josep Gassó i Martí com a nou soci i gerent en substitució de Josep Bernareggi, passant a dir-se Bernareggi, Gassó i Cia. El 1889, es va constituir la societat comanditària Bernareggi, Estela i Cia, amb Josep Pujol Fernández i Pere Estela (gerent) com a socis col·lectius, Faustí Bernareggi com a soci industrial i Josep Gassó i Martí com a soci comanditari. Posteriorment, la societat es diria Estela i Bernareggi, i Pianos Estela (Antigua casa Bernareggi) i Vídua de P. Estela.
Durant el segle xx, la fàbrica va ser ocupada per diverses indústries, entre les quals destaca Artes del Vidrio y Molduras SA.
El 1933, i fins al seu tancament l'any 2004, s'hi va instal·lar el Centre Gimnàstic Barcelonès. El 2006, la fàbrica va ser objecte d'una remodelació per a residència d'estudiants, segons el projecte de l'arquitecte Ezequiel Alegria Magrazo.

## Descripció
Es tracta d'un conjunt amb un edifici d'habitatges de planta baixa i quatre pisos amb façana al carrer, i la fàbrica, enclavada entre edificis particulars a l'interior d'illa, tenia quatre pisos i un terrat cobert en el qual s'assecaven les fustes; al quart pis es feia el barratge, al qual s'unia la caixa harmònica; al tercer hi havia dos tallers per als pianos verticals i de cua; en el segon eren instal·lats els ebenistes i fusters i tot el que concernia el moble en si: tallers especials per a l'envernissat, ajustador, cordatge i bordons; al primer es construïen els teclats i màquines d'afinat i hi havia el saló destinat a exposició i venda; a la planta baixa hi havia la secció d'embalatge i el magatzem de fustes.